# ルーフテント
ルーフテント、またはルーフトップテントとは、自動車の屋根上に設置する折りたたみ式テントである。

## 概要
ルーフテントは車上に設置するテントで、乗用車を小型のキャンピングカーとして利用できるようにする。ルーフテントは耐水・耐風に優れ、マットレスを設置できるタイプもある。設置が容易で、価格もキャンピングカーのおよそ10分の1以下である。